# 巫魮
巫魮（学名：Barbus castrasibutum）為輻鰭魚綱鯉形目鯉科魮屬的其中一個種。該物種於1936年由Henry Weed Fowler描述，主要分布於非洲烏班基河流域，體長可達3.2公分。

## 扩展阅读
維基物種上的相關：巫魮